# Benedictus (canto liturgico)
Il Benedictus è la seconda strofa del Sanctus, orazione di lode nella messa della Chiesa cattolica.

## Il testo
Il suo testo è tratto dal Vangelo secondo Matteo (21,9), nel contesto del racconto dell'entrata trionfale di Gesù a Gerusalemme la domenica delle palme.
Osanna in excelsis»
Osanna nell'alto dei Cieli»
(Benedictus)
Talvolta il Benedictus viene considerato una parte a sé stante della messa cantata, ma solitamente viene cantato unitamente al Sanctus, con il quale è legato, dopo il Prefazio e prima del Canone.
Nella Messa tridentina, il Benedictus è omesso e  viene recitata o cantata solamente la prima strofa del Sanctus: Sanctus, Sanctus, Sanctus, Dominus Deus, Sabaoth. Pleni sunt coeli et terra gloria tua. Hossanna in excelsis..